# Лупателли, Кристиано
Кристиано Лупателли (итал. Cristiano Lupatelli; 21 июня 1978 года, Перуджа) — итальянский футболист, вратарь.

## Карьера
Кристиано Лупателли начал свою карьеру в малоизвестном клубе «Фиделис Андриа». В 1999 году подписал контракт с «Ромой». В «Роме» Кристиано выступал нечасто, и в 2001 году он перешёл в «Кьево», где стал основным голкипером команды.
В 2004 году его приобрела «Фиорентина». Несмотря на доверие тренера и игру в основном составе, Лупателли играл нестабильно. С приходом в команду Себастьяна Фрея Кристиано потерял роль основного голкипера. До 2008 года итальянский вратарь успел поиграть на правах аренды в «Парме» и «Палермо».
В 2008 году Лупателли перешёл в «Кальяри», а в 2010 — в «Болонью», которую покинул после завершения контракта в 2011 году. 8 июля 2011 года он подписал контракт с футбольным клубом «Дженоа». 15 июля 2012 года итальянец в третий раз вернулся в клуб из Флоренции, подписав контракт на один год.

### В сборной
За молодежную сборную Италии провел два матча.

## Достижения
- Чемпион Италии: 2000/01